# Davis Cup
Davis Cup (česky Davisův pohár) je tenisová soutěž mužských reprezentačních družstev, největší každoročně hraná soutěž v mužském sportu, pořádaná Mezinárodní tenisovou federací (ITF). Prvního ročníku se v roce 1900 zúčastnily Spojené státy a Velká Británie. Nejvícekrát triumfovaly Spojené státy, které vyhrály 32 ročníků a 29krát odešly jako poražený finalista.  
Od ledna do listopadu 2025 probíhá 113. ročník. Obhájcem titulu je Itálie, která ve finále předchozího ročníku porazila 2–0 Nizozemsko. Jako první vítěz od Česka v roce 2013, a šestý od zrušení formátu vyzývacího finále v ročníku 1972, obhájil italský výběr „salátovou mísu“. Navázal tím na výhru krajanek v Billie Jean King Cupu 2024. Itálie se tak stala pátým státem, který ovládl Davis Cup i Billie Jean King Cup v jediném kalendářním roce.
V letech 1981–2018 se hrála šestnáctičlenná Světová skupina, z níž vzešel celkový vítěz. Změny herního formátu od roku 2018 vedly v roce 2025 k zavedení dvou kvalifikačních kol se vzájemnými zápasy dvojic. Vítězové 1. kvalifikačního kola postupují do 2. kola kvalifikace. Sedm vítězných celků z této druhé fáze má zajištěn start v osmičlenném finále, tzv. Final 8, hraném vyřazovacím systémem mezi roky 2025–2027 v Bologni. Osmým účastníkem finále je hostitelský stát. První dvě skupiny čtyř kontinentálních zón – americké, africké, evropské a asijsko-oceánské, získaly celosvětový charakter v podobě 1. a 2. světové skupiny. Každá z nich zahrnuje třináct vzájemných duelů a předchází ji baráž. Zachována byla koncepce třetí a čtvrté skupiny všech kontinentálních zón na týdenní bázi se základními bloky a nástavbovou baráží o konečné umístění. V roce 2023 byla zavedena i pátá skupina pro africkou a asijsko-oceánskou zónu. 
Ženskou obdobou mužského poháru je Billie Jean King Cup, který vznikl v roce 1963 u příležitosti 50. jubilea založení Mezinárodní tenisové federace. Od roku 2023 se hraje i smíšená soutěž United Cup, která nahradila mužský ATP Cup a společnou účastí mužů a žen navázala na Hopmanův pohár. Chlapci v kategorii do 16 let hrají juniorský Davis Cup. Spojené státy, Austrálie, Česká republika, ruský tým pod hlavičkou Ruské tenisové federace a Itálie vyhrály Davis Cup a Billie Jean King Cup v jednom kalendářním roce. Jediné Česko pak v sezóně 2012 přidalo triumf i na Hopman Cupu.

## Historie

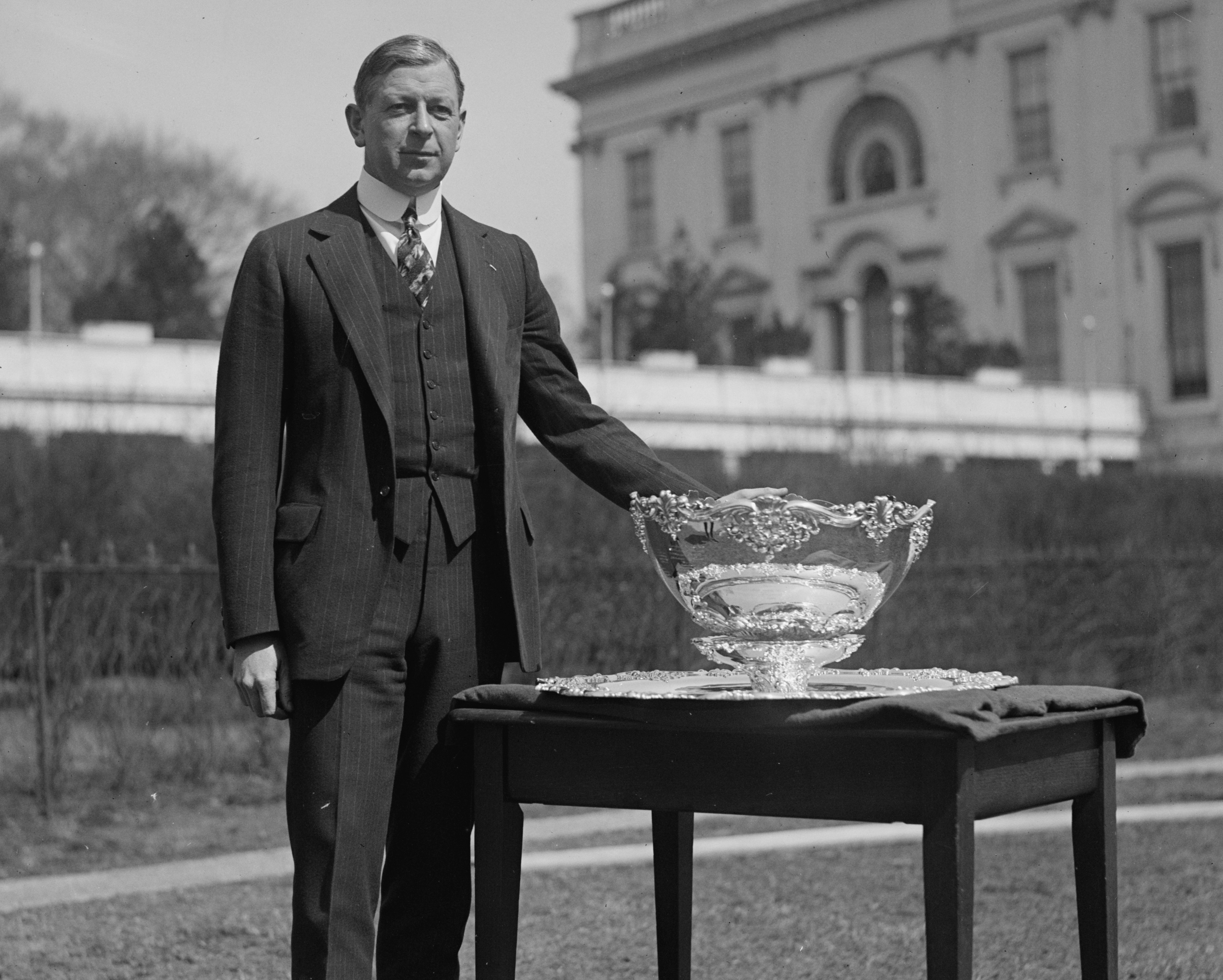
Američan Dwight F. Davis (na snímku z roku 1924) vytvořil herní formát a vítězi věnoval pozlacenou stříbrnou mísu na salát zakoupenou v bostonském klenotnictví Shreve, Crump & Low

Myšlenka mezinárodního týmového střetnutí mezi USA a Velkou Británií v tenise vznikla v roce 1899 v tenisovém klubu na Harvardově univerzitě. Dwight F. Davis vytvořil hrací schéma tohoto střetnutí, dále zakoupil stříbrný pohár dnes známý jako „salátová mísa“ a v roce 1900 se uskutečnilo první utkání. Od roku 1904 se soutěž otevřela dalším státům, mezi kterými významné místo zaujala společná reprezentace Austrálie a Nového Zélandu, která vystupovala až do roku 1913 pod jménem Australasie.
Po Davisově smrti v roce 1945 byla tato mezinárodní tenisová soutěž přejmenována podle zakladatele na Davis Cup. Po 2. světové válce také přišla tzv. Hopmanova éra, když Austrálie pod vedením téhož kapitána prošla dvaadvacetkrát do finále z nichž 15 vyhrála. Vedle USA, Velké Británie a Austrálie se vítězství do roku 1973 včetně dočkala ještě Francie. Vše se změnilo o rok později, kdy se ovšem nakonec finále neuskutečnilo. Indie totiž odmítla nastoupit proti Jihoafrické republice kvůli tamnímu apartheidu a o vítězi tak bylo rozhodnuto bez boje. Až v roce 1989 byl do zápasů Davisova poháru začleněn tiebreak.
Od roku 1981 byla utvořena šestnáctičlenná světová skupina a systém podskupin. Nejdéle se ve světové skupině bez sestupu udrželo Československo a jako nástupce Česká republika, které ji poprvé a dosud naposledy opustilo až v roce 2005. Jen jednou od zavedení světové skupiny chyběly ještě týmy USA a Švédska.
Mezi roky 2001–2018 byl titulárním partnerem bankovní dům BNP Paribas. V letech 2019–2023 jej na pozici globálního partnera nahradila japonská společnost Rakuten, zaměřená na elektronické obchodování. V roce 2012 proběhl 101. ročník a odehráno bylo jubilejní 100. finále Davis Cupu. Španělsko jako obhajce titulu v souboji o titul podlehlo Česku.
Na pravidelném každoročním zasedání shromáždění Mezinárodní tenisové federace v chilské metropoli Santiagu padlo 25. září 2015 rozhodnutí týkající se koncovky zápasu. Od Davis Cupu 2016 byl v pátém rozhodujícím setu zaveden tiebreak pro všechny zápasy. Skončil tak tradiční model, v němž bylo třeba k zisku této sady rozdílu dvou gamů. Cílem bylo omezení dlouhých maratonských utkání. Nejdelší zápas v historii soutěže trval 7.02 hodin a byl odehrán 2. února 2013. V ženevském úvodním kole Světové skupiny mezi Českem a Švýcarskem porazili Berdych s Rosolem Švýcary Wawrinku a Chiudinelliho po setech 6–4, 5–7, 6–4, 6–7 a 24–22.
Davis Cup 2021 byl v důsledku koronavirové pandemie rozložen do dvou kalendářních let 2020 a 2021. Původně měl být dohrán v listopadu 2020. Po přerušení tenisové sezóny v březnu 2020 se již v daném roce neuskutečnil žádný daviscupový zápas. O rok odložený finálový turnaj se tak konal v Innsbrucku, Madridu a Turíně až v listopadu a prosinci 2021. Vítězné Rusko hrálo pod neutrálním statusem v důsledku aféry státem řízeného dopingu, oficiálně pod hlavičkou Ruské tenisové federace bez užití vlajky, hymny a názvu Ruská federace. V roce 2022 pak ruský tým nemohl trofej obhajovat, když byl po únorovém zahájení ruské invaze na Ukrajinu v březnu téhož roku vyloučen ze soutěže spolu s Běloruskem. Zákaz jejich startu trval i v letech 2023, 2024 a 2025.
Jediná Velká Británie odehrála do roku 2025 všech 112 ročníků soutěže.

### 2018–2025: Vývoj formátu soutěže

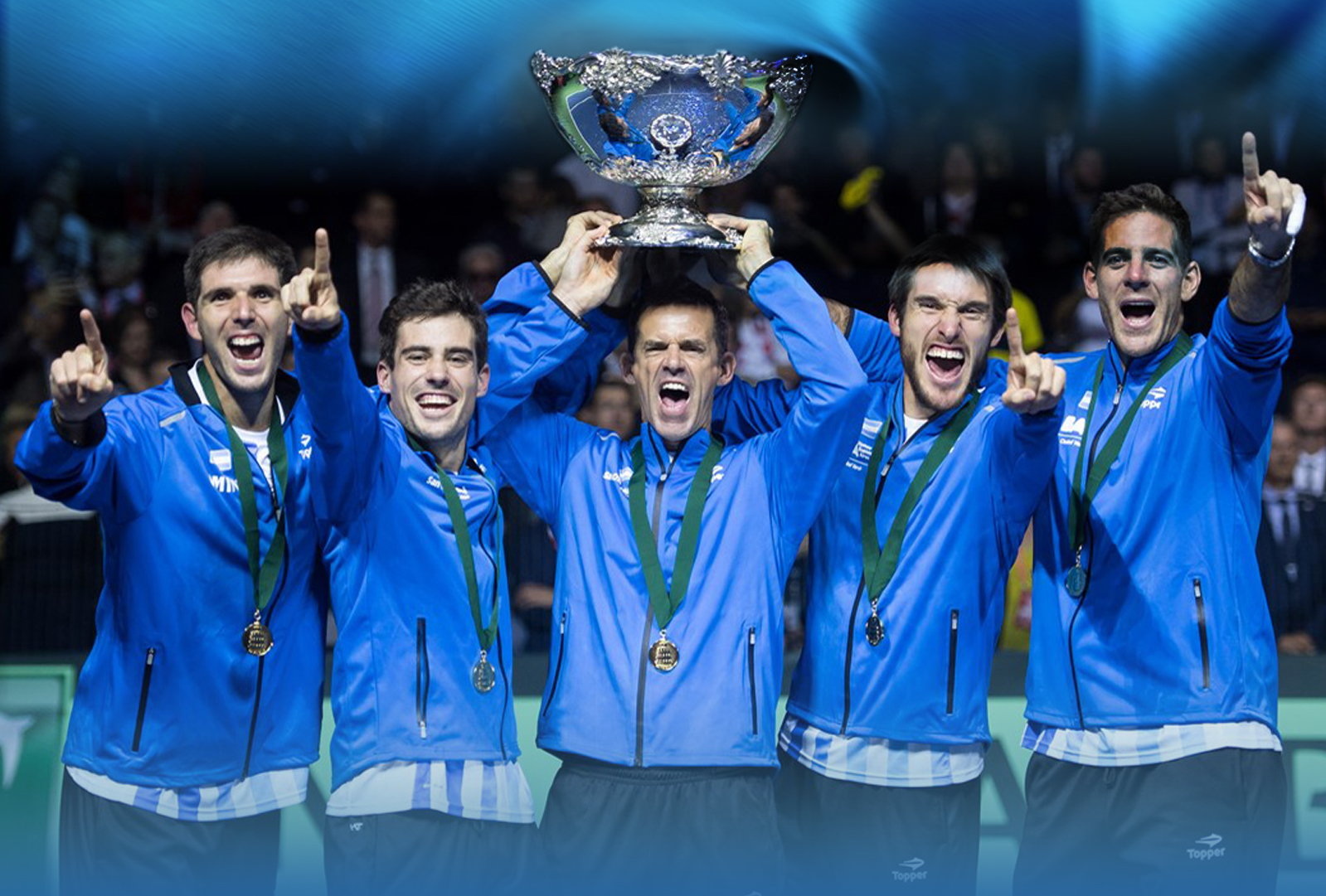
Argentina vyhrála Davis Cup 2016 a stala se prvním jihoamerickým vítězem v historii soutěže

Na srpnovém zasedání 2017 řídící organizace Mezinárodní tenisové federace (ITF) v Ho Či Minově Městě došlo k návrhu revolučních změn, které nebyly souhrnně přijaty. Přesto bylo rozhodnuto o testování některých změn v Davisově poháru 2018 s cílem zatraktivnění soutěže. Od roku 2018 tak byl zaveden nový herní formát pro první a druhé skupiny kontinentálních zón, které začaly probíhat jen v pátek a sobotu s utkáními zkrácenými na dvě vítězné sady. Týmy může tvořit pět namísto čtyř tenistů. Při rozhodnutí duelu ve čtvrté dvouhře, se již nehraje pátý singl, a pokud již o vítězi rozhodla sobotní čtyřhra, konala se v neděli pouze jedna dvouhra.
V důsledku přijaté reformy Davis Cupu v srpnu 2018 na zasedání ITF v Orlandu se v daném roce uskutečnil poslední ročník Světové skupiny s šestnácti členy a vyřazovacím systémem již od osmifinálové fáze. Mezistátní utkání se naposledy hrála ve třech dnech, na tři vítězné sety a v domácím prostředí jednoho z dvojice soupeřů. Proti změně formátu prosazované vedením ITF v čele prezidentem Davidem Haggertym se postavily některé velké tenisové svazy v Evropě, včetně Německa, Velké Británie a České republiky, rovněž tak Austrálie. Předmětem kritiky se stalo zejména přerušení 118leté tradice formátu soutěže. Podporu reformě naopak vyjádřily Spojené státy či Francie. Návrh obdržel nutnou dvoutřetinovou většinu, s podílem 71,4 % hlasujících.
V roce 2019 byl zaveden jednotýdenní finálový turnaj s 18 účastníky na neutrální půdě. Mezistátní utkání hrané v jediném dni zahrnulo dvě dvouhry a čzávěrečnou tyřhru na dvě vítězné sady. Do finálového turnaje se automaticky kvalifikovali semifinalisté z předchozího ročníku, dva výběry získaly divokou kartu a zbylých dvanáct celků postoupilo z kvalifikačního kola. To mělo charakter mezistátního duelu do tří vítězných bodů ve dvou hracích dnech, s celkovou účastí dvaceti čtyř týmů, které vytvořily dvojice. Kvalifikační kolo probíhalo během března a poražení sestoupili do zářijové 1. světové skupiny daného ročníku.

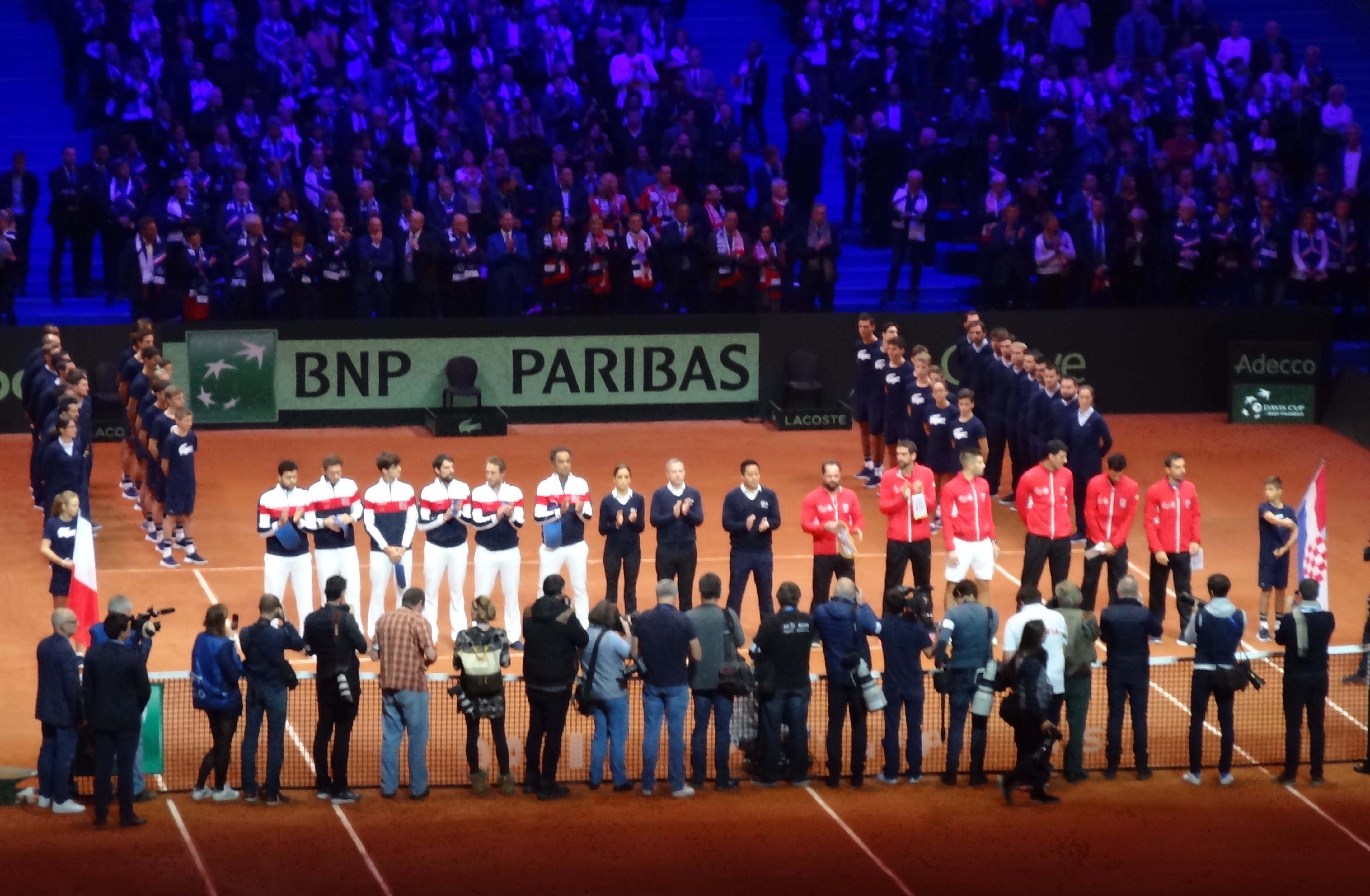
Slavnostní nástup finalistů Světové skupiny 2018 Francie a Chorvatska v lillské aréně Stade Pierre-Mauroy. Francouzi podlehli 1:3 na zápasy.

V letech 2019 a 2021 se listopadové finále konalo ve formátu šesti tříčlenných skupin, z nichž vítězové a dva nejlepší týmy z druhých míst (dle nejvyššího poměru utkání, případně setů a her) postoupili do čtvrtfinále hraného vyřazovacím systémem. V roce 2022 byl počet finalistů zredukován na šestnáct (12 z kvalifikačního kola, 2 finalisté předchozího ročníku, 2 divoké karty). Čtyři města získala zářijové pořadatelství čtyř finálových skupin ve formátu každý s každým. První dva celky z každé skupiny postupovaly do listopadové vyřazovací fáze, probíhající od čtvrtfinále v jediném dějišti.
V roce 2020 došlo ke změně charakteru 1. a 2. skupin tří kontinentální zón, které byly v zářijovém termínu globalizovány do 1. a 2. světové skupiny, s předcházejícími dvěma barážemi. V každé světové skupině i baráží se konají vzájemné duely do tří vítězných bodů ve dvou dnech, se čtyřmi dvouhrami a čtyřhrou jako třetím utkáním v pořadí. Kontinentální zóny 3. a 4. skupin byly zachovány ve formátu jednotýdenních základních bloků a barážové nástavby o konečné umístění, s dvěma dvouhrami a jednou čtyřhrou, do dvou vítězných bodů. V roce 2023 byla zavedena 5. skupina zón.
Reformu herního formátu zastřešila investiční skupina Kosmos, v čele se španělským fotbalistou Gerardem Piquém. Během 25 let Kosmos naplánoval do soutěže investovat tři miliardy dolarů. Konkurenční Asociace tenisových profesionálů (ATP) na změny reagovala založením týmového ATP Cupu a od roku 2023 United Cupu. V lednu 2023 však po nenaplnění očekávání z nového formátu soutěže, oznámila Mezinárodní tenisová federace ukončení spolupráce se skupinou Kosmos a opětovné převzetí správy nad Davisovým pohárem. V ročníku 2025 byla skupinová fázi finále nahrazena 2. kvalifikačním kolem se vzájemnými duely dvojic. Do druhé kvalifikace postupují vítězné týmy z 1. kvalifikačního kola. Sedm vítězů 2. kola kvalifikace má zajištěnu účast v listopadovém finále pro osm výběru, tzv. Final 8. Osmé finálové místo připadlo hostitelské zemi.

## Přehled finále
| Legenda éry vyzývacího finále (1900–1971)                                  |
| -------------------------------------------------------------------------- |
| vítěz zonálního, od r. 1923 mezipásmového finále a vítěz vyzývacího finále |
| obhájce trofeje a vítěz vyzývacího finále (jeden zápas v ročníku u vítěze) |
| jediný zápas v ročníku                                                     |

| Finále Davis Cupu | Finále Davis Cupu             | Finále Davis Cupu             | Finále Davis Cupu             | Finále Davis Cupu                               | Finále Davis Cupu             |                               |
| Rok               | vítěz                         | výsledek                      | finalista                     | dějiště (povrch)                                | místo konání                  |                               |
| ----------------- | ----------------------------- | ----------------------------- | ----------------------------- | ----------------------------------------------- | ----------------------------- | ----------------------------- |
| 1900              | Spojené státy                 | 3–0                           | Velká Británie                | Longwood Cricket Club (tráva)                   | Boston, Spojené státy         |                               |
| 1901              | nehráno                       | nehráno                       | nehráno                       | nehráno                                         | nehráno                       | nehráno                       |
| 1902              | Spojené státy                 | 3–2                           | Velká Británie                | Crescent Athletic Club (tráva)                  | New York, Spojené státy       |                               |
| 1903              | Velká Británie                | 4–1                           | Spojené státy                 | Longwood Cricket Club (tráva)                   | Boston, Spojené státy         |                               |
| 1904              | Velká Británie                | 5–0                           | Belgie                        | Worple Road (tráva)                             | Londýn, Velká Británie        |                               |
| 1905              | Velká Británie                | 5–0                           | Spojené státy                 | Queen's Club (tráva)                            | Londýn, Velká Británie        |                               |
| 1906              | Velká Británie                | 5–0                           | Spojené státy                 | Worple Road (tráva)                             | Londýn, Velká Británie        |                               |
| 1907              | Australasie                   | 3–2                           | Velká Británie                | Worple Road (tráva)                             | Londýn, Velká Británie        |                               |
| 1908              | Australasie                   | 3–2                           | Spojené státy                 | Albert Ground (tráva)                           | Melbourne, Austrálie          |                               |
| 1909              | Australasie                   | 5–0                           | Spojené státy                 | Double Bay Grounds (tráva)                      | Sydney, Austrálie             |                               |
| 1910              | nehráno                       | nehráno                       | nehráno                       | nehráno                                         | nehráno                       | nehráno                       |
| 1911              | Australasie                   | 4–0                           | Spojené státy                 | Lancaster Park (tráva)                          | Christchurch, Nový Zéland     |                               |
| 1912              | Velká Británie                | 3–2                           | Australasie                   | Albert Ground (tráva)                           | Melbourne, Austrálie          |                               |
| 1913              | Spojené státy                 | 3–2                           | Velká Británie                | Worple Road (tráva)                             | Londýn, Velká Británie        |                               |
| 1914              | Australasie                   | 3–2                           | Spojené státy                 | West Side Tennis Club (tráva)                   | New York, Spojené státy       |                               |
| 1915              | nehráno pro 1. světovou válku | nehráno pro 1. světovou válku | nehráno pro 1. světovou válku | nehráno pro 1. světovou válku                   | nehráno pro 1. světovou válku | nehráno pro 1. světovou válku |
| 1916              | nehráno pro 1. světovou válku | nehráno pro 1. světovou válku | nehráno pro 1. světovou válku | nehráno pro 1. světovou válku                   | nehráno pro 1. světovou válku | nehráno pro 1. světovou válku |
| 1917              | nehráno pro 1. světovou válku | nehráno pro 1. světovou válku | nehráno pro 1. světovou válku | nehráno pro 1. světovou válku                   | nehráno pro 1. světovou válku | nehráno pro 1. světovou válku |
| 1918              | nehráno pro 1. světovou válku | nehráno pro 1. světovou válku | nehráno pro 1. světovou válku | nehráno pro 1. světovou válku                   | nehráno pro 1. světovou válku | nehráno pro 1. světovou válku |
| 1919              | Australasie                   | 4–1                           | Velká Británie                | Double Bay Grounds (tráva)                      | Sydney, Austrálie             |                               |
| 1920              | Spojené státy                 | 5–0                           | Australasie                   | Domain Cricket Club (tráva)                     | Auckland, Nový Zéland         |                               |
| 1921              | Spojené státy                 | 5–0                           | Japonsko                      | West Side Tennis Club (tráva)                   | New York, Spojené státy       |                               |
| 1922              | Spojené státy                 | 4–1                           | Australasie                   | West Side Tennis Club (tráva)                   | New York, Spojené státy       |                               |
| 1923              | Spojené státy                 | 4–1                           | Austrálie                     | West Side Tennis Club (tráva)                   | New York, Spojené státy       |                               |
| 1924              | Spojené státy                 | 5–0                           | Austrálie                     | Germantown Cricket Club (tráva)                 | Filadelfie, Spojené státy     |                               |
| 1925              | Spojené státy                 | 5–0                           | Francie                       | Germantown Cricket Club (tráva)                 | Filadelfie, Spojené státy     |                               |
| 1926              | Spojené státy                 | 4–1                           | Francie                       | Germantown Cricket Club (tráva)                 | Filadelfie, Spojené státy     |                               |
| 1927              | Francie                       | 3–2                           | Spojené státy                 | Germantown Cricket Club (tráva)                 | Filadelfie, Spojené státy     |                               |
| 1928              | Francie                       | 4–1                           | Spojené státy                 | Stade Roland-Garros (antuka)                    | Paříž, Francie                |                               |
| 1929              | Francie                       | 3–2                           | Spojené státy                 | Stade Roland-Garros (antuka)                    | Paříž, Francie                |                               |
| 1930              | Francie                       | 4–1                           | Spojené státy                 | Stade Roland-Garros (antuka)                    | Paříž, Francie                |                               |
| 1931              | Francie                       | 3–2                           | Velká Británie                | Stade Roland-Garros (antuka)                    | Paříž, Francie                |                               |
| 1932              | Francie                       | 3–2                           | Spojené státy                 | Stade Roland-Garros (antuka)                    | Paříž, Francie                |                               |
| 1933              | Velká Británie                | 3–2                           | Francie                       | Stade Roland-Garros (antuka)                    | Paříž, Francie                |                               |
| 1934              | Velká Británie                | 4–1                           | Spojené státy                 | Centre Court, Wimbledon (tráva)                 | Londýn, Velká Británie        |                               |
| 1935              | Velká Británie                | 5–0                           | Spojené státy                 | Centre Court, Wimbledon (tráva)                 | Londýn, Velká Británie        |                               |
| 1936              | Velká Británie                | 3–2                           | Austrálie                     | Centre Court, Wimbledon (tráva)                 | Londýn, Velká Británie        |                               |
| 1937              | Spojené státy                 | 4–1                           | Velká Británie                | Centre Court, Wimbledon (tráva)                 | Londýn, Velká Británie        |                               |
| 1938              | Spojené státy                 | 3–2                           | Austrálie                     | Germantown Cricket Club (tráva)                 | Filadelfie, Spojené státy     |                               |
| 1939              | Austrálie                     | 3–2                           | Spojené státy                 | Merion Cricket Club (tráva)                     | Haverford, Spojené státy      |                               |
| 1940              | nehráno pro 2. světovou válku | nehráno pro 2. světovou válku | nehráno pro 2. světovou válku | nehráno pro 2. světovou válku                   | nehráno pro 2. světovou válku | nehráno pro 2. světovou válku |
| 1941              | nehráno pro 2. světovou válku | nehráno pro 2. světovou válku | nehráno pro 2. světovou válku | nehráno pro 2. světovou válku                   | nehráno pro 2. světovou válku | nehráno pro 2. světovou válku |
| 1942              | nehráno pro 2. světovou válku | nehráno pro 2. světovou válku | nehráno pro 2. světovou válku | nehráno pro 2. světovou válku                   | nehráno pro 2. světovou válku | nehráno pro 2. světovou válku |
| 1943              | nehráno pro 2. světovou válku | nehráno pro 2. světovou válku | nehráno pro 2. světovou válku | nehráno pro 2. světovou válku                   | nehráno pro 2. světovou válku | nehráno pro 2. světovou válku |
| 1944              | nehráno pro 2. světovou válku | nehráno pro 2. světovou válku | nehráno pro 2. světovou válku | nehráno pro 2. světovou válku                   | nehráno pro 2. světovou válku | nehráno pro 2. světovou válku |
| 1945              | nehráno pro 2. světovou válku | nehráno pro 2. světovou válku | nehráno pro 2. světovou válku | nehráno pro 2. světovou válku                   | nehráno pro 2. světovou válku | nehráno pro 2. světovou válku |
| 1946              | Spojené státy                 | 5–0                           | Austrálie                     | Kooyong Stadium (tráva)                         | Melbourne, Austrálie          |                               |
| 1947              | Spojené státy                 | 4–1                           | Austrálie                     | West Side Tennis Club (tráva)                   | New York, Spojené státy       |                               |
| 1948              | Spojené státy                 | 5–0                           | Austrálie                     | West Side Tennis Club (tráva)                   | New York, Spojené státy       |                               |
| 1949              | Spojené státy                 | 4–1                           | Austrálie                     | West Side Tennis Club (tráva)                   | New York, Spojené státy       |                               |
| 1950              | Austrálie                     | 4–1                           | Spojené státy                 | West Side Tennis Club (tráva)                   | New York, Spojené státy       |                               |
| 1951              | Austrálie                     | 3–2                           | Spojené státy                 | White City Stadium (tráva)                      | Sydney, Austrálie             |                               |
| 1952              | Austrálie                     | 4–1                           | Spojené státy                 | Memorial Drive Tennis Centre (tráva)            | Adelaide, Austrálie           |                               |
| 1953              | Austrálie                     | 3–2                           | Spojené státy                 | Kooyong Stadium (tráva)                         | Melbourne, Austrálie          |                               |
| 1954              | Spojené státy                 | 3–2                           | Austrálie                     | White City Stadium (tráva)                      | Sydney, Austrálie             |                               |
| 1955              | Austrálie                     | 5–0                           | Spojené státy                 | West Side Tennis Club (tráva)                   | New York, Spojené státy       |                               |
| 1956              | Austrálie                     | 5–0                           | Spojené státy                 | Memorial Drive Tennis Centre (tráva)            | Adelaide, Austrálie           |                               |
| 1957              | Austrálie                     | 3–2                           | Spojené státy                 | Kooyong Stadium (tráva)                         | Melbourne, Austrálie          |                               |
| 1958              | Spojené státy                 | 3–2                           | Austrálie                     | Milton Courts (tráva)                           | Brisbane, Austrálie           |                               |
| 1959              | Austrálie                     | 3–2                           | Spojené státy                 | West Side Tennis Club (tráva)                   | New York, Spojené státy       |                               |
| 1960              | Austrálie                     | 4–1                           | Itálie                        | White City Stadium (tráva)                      | Sydney, Austrálie             |                               |
| 1961              | Austrálie                     | 5–0                           | Itálie                        | Kooyong Stadium (tráva)                         | Melbourne, Austrálie          |                               |
| 1962              | Austrálie                     | 5–0                           | Mexiko                        | Milton Courts (tráva)                           | Brisbane, Austrálie           |                               |
| 1963              | Spojené státy                 | 3–2                           | Austrálie                     | Memorial Drive Tennis Centre (tráva)            | Adelaide, Austrálie           |                               |
| 1964              | Austrálie                     | 3–2                           | Spojené státy                 | Harold Clark Courts (antuka)                    | Cleveland, Spojené státy      |                               |
| 1965              | Austrálie                     | 4–1                           | Španělsko                     | White City Stadium (tráva)                      | Sydney, Austrálie             |                               |
| 1966              | Austrálie                     | 4–1                           | Indie                         | Kooyong Stadium (tráva)                         | Melbourne, Austrálie          |                               |
| 1967              | Austrálie                     | 4–1                           | Španělsko                     | Milton Courts (tráva)                           | Brisbane, Austrálie           |                               |
| 1968              | Spojené státy                 | 4–1                           | Austrálie                     | Memorial Drive Tennis Centre (tráva)            | Adelaide, Austrálie           |                               |
| 1969              | Spojené státy                 | 5–0                           | Rumunsko                      | Harold Clark Courts (tvrdý)                     | Cleveland, Spojené státy      |                               |
| 1970              | Spojené státy                 | 5–0                           | Západní Německo               | Harold Clark Courts (tvrdý)                     | Cleveland, Spojené státy      |                               |
| 1971              | Spojené státy                 | 3–2                           | Rumunsko                      | Olde Providence Racquet Club (antuka)           | Charlotte, Spojené státy      |                               |
| 1972              | Spojené státy                 | 3–2                           | Rumunsko                      | Club Sportiv Progresul (antuka)                 | Bukurešť, Rumunsko            |                               |
| 1973              | Austrálie                     | 5–0                           | Spojené státy                 | Public Auditorium (koberec, hala)               | Cleveland, Spojené státy      |                               |
| 1974              | Jižní Afrika                  | bez boje                      | Indie                         | nehráno                                         | nehráno                       |                               |
| 1975              | Švédsko                       | 3–2                           | Československo                | Kungliga tennishallen (koberec, hala)           | Stockholm, Švédsko            |                               |
| 1976              | Itálie                        | 4–1                           | Chile                         | Estadio Nacional (antuka)                       | Santiago, Chile               |                               |
| 1977              | Austrálie                     | 3–1                           | Itálie                        | White City Stadium (tráva)                      | Sydney, Austrálie             |                               |
| 1978              | Spojené státy                 | 4–1                           | Velká Británie                | Mission Hills CC (tvrdý)                        | Rancho Mirage, Spojené státy  |                               |
| 1979              | Spojené státy                 | 5–0                           | Itálie                        | Civic Auditorium (koberec, hala)                | San Francisco, Spojené státy  |                               |
| 1980              | Československo                | 4–1                           | Itálie                        | Sportovní hala (koberec, hala)                  | Praha, Československo         |                               |
| 1981              | Spojené státy                 | 3–1                           | Argentina                     | Riverfront Coliseum (koberec, hala)             | Cincinnati, Spojené státy     |                               |
| 1982              | Spojené státy                 | 4–1                           | Francie                       | Palais des Sports (antuka, hala)                | Grenoble, Francie             |                               |
| 1983              | Austrálie                     | 3–2                           | Švédsko                       | Kooyong Stadium (tráva)                         | Melbourne, Austrálie          |                               |
| 1984              | Švédsko                       | 4–1                           | Spojené státy                 | Scandinavium (antuka, hala)                     | Göteborg, Švédsko             |                               |
| 1985              | Švédsko                       | 3–2                           | Německo                       | Olympiahalle (koberec, hala)                    | Mnichov, Západní Německo      |                               |
| 1986              | Austrálie                     | 3–2                           | Švédsko                       | Kooyong Stadium (tráva)                         | Melbourne, Austrálie          |                               |
| 1987              | Švédsko                       | 5–0                           | Indie                         | Scandinavium (antuka, hala)                     | Göteborg, Švédsko             |                               |
| 1988              | Západní Německo               | 4–1                           | Švédsko                       | Scandinavium (antuka, hala)                     | Göteborg, Švédsko             |                               |
| 1989              | Západní Německo               | 3–2                           | Švédsko                       | Schleyerhalle (koberec, hala)                   | Stuttgart, Západní Německo    |                               |
| 1990              | Spojené státy                 | 3–2                           | Austrálie                     | Suncoast Dome (antuka, hala)                    | St. Petersburg, Spojené státy |                               |
| 1991              | Francie                       | 3–1                           | Spojené státy                 | Palais des Sports de Gerland (koberec, hala)    | Lyon, Francie                 |                               |
| 1992              | Spojené státy                 | 3–1                           | Švýcarsko                     | Tarrant County Center (tvrdý, hala)             | Fort Worth, Spojené státy     |                               |
| 1993              | Německo                       | 4–1                           | Austrálie                     | Messe Düsseldorf Exhibition Hall (antuka, hala) | Düsseldorf, Německo           |                               |
| 1994              | Švédsko                       | 4–1                           | Rusko                         | Olympijský stadion (koberec, hala)              | Moskva, Rusko                 |                               |
| 1995              | Spojené státy                 | 3–2                           | Rusko                         | Olympijský stadion (antuka, hala)               | Moskva, Rusko                 |                               |
| 1996              | Francie                       | 3–2                           | Švédsko                       | Malmö Isstadion (tvrdý, hala)                   | Malmö, Švédsko                |                               |
| 1997              | Švédsko                       | 5–0                           | Spojené státy                 | Scandinavium (koberec, hala)                    | Göteborg, Švédsko             |                               |
| 1998              | Švédsko                       | 4–1                           | Itálie                        | Forum (antuka, hala)                            | Milán, Itálie                 |                               |
| 1999              | Austrálie                     | 3–2                           | Francie                       | Acropolis Exhibition Hall (antuka, hala)        | Nice, Francie                 |                               |
| 2000              | Španělsko                     | 3–1                           | Austrálie                     | Palau Sant Jordi (antuka, hala)                 | Barcelona, Španělsko          |                               |
| 2001              | Francie                       | 3–2                           | Austrálie                     | Rod Laver Arena (tráva)                         | Melbourne, Austrálie          |                               |
| 2002              | Rusko                         | 3–2                           | Francie                       | Palais Omnisports (antuka, hala)                | Paříž, Francie                |                               |
| 2003              | Austrálie                     | 3–1                           | Španělsko                     | Rod Laver Arena (tráva)                         | Melbourne, Austrálie          |                               |
| 2004              | Španělsko                     | 3–2                           | Spojené státy                 | Estadio La Cartuja (antuka, hala)               | Sevilla, Španělsko            |                               |
| 2005              | Chorvatsko                    | 3–2                           | Slovensko                     | Sibamac Arena (tvrdý, hala)                     | Bratislava, Slovensko         |                               |
| 2006              | Rusko                         | 3–2                           | Argentina                     | Olympijský stadion (koberec, hala)              | Moskva, Rusko                 |                               |
| 2007              | Spojené státy                 | 4–1                           | Rusko                         | Memorial Coliseum (tvrdý, hala)                 | Portland, Spojené státy       |                               |
| 2008              | Španělsko                     | 3–1                           | Argentina                     | Polideportivo Islas Malvinas (tvrdý, hala)      | Mar del Plata, Argentina      |                               |
| 2009              | Španělsko                     | 5–0                           | Česko                         | Palau Sant Jordi (antuka, hala)                 | Barcelona, Španělsko          |                               |
| 2010              | Srbsko                        | 3–2                           | Francie                       | Belgrade Arena (tvrdý, hala)                    | Bělehrad, Srbsko              |                               |
| 2011              | Španělsko                     | 3–1                           | Argentina                     | Estadio de La Cartuja (antuka, hala)            | Sevilla, Španělsko            |                               |
| 2012              | Česko                         | 3–2                           | Španělsko                     | O2 arena (tvrdý, hala)                          | Praha, Česko                  |                               |
| 2013              | Česko                         | 3–2                           | Srbsko                        | Kombank Arena (tvrdý, hala)                     | Bělehrad, Srbsko              |                               |
| 2014              | Švýcarsko                     | 3–1                           | Francie                       | Stade Pierre-Mauroy (antuka, hala)              | Lille, Francie                |                               |
| 2015              | Velká Británie                | 3–1                           | Belgie                        | Flanders Expo (antuka, hala)                    | Gent, Belgie                  |                               |
| 2016              | Argentina                     | 3–2                           | Chorvatsko                    | Arena Zagreb (tvrdý, hala)                      | Záhřeb, Chorvatsko            |                               |
| 2017              | Francie                       | 3–2                           | Belgie                        | Stade Pierre-Mauroy (tvrdý, hala)               | Lille, Francie                |                               |
| 2018              | Chorvatsko                    | 3–1                           | Francie                       | Stade Pierre-Mauroy (antuka, hala)              | Lille, Francie                |                               |
| 2019              | Španělsko                     | 2–0                           | Kanada                        | Caja Mágica (tvrdý, hala)                       | Madrid, Španělsko             |                               |
| 2021              | RTF                           | 2–0                           | Chorvatsko                    | Madrid Arena (tvrdý, hala)                      | Madrid, Španělsko             |                               |
| 2022              | Kanada                        | 2–0                           | Austrálie                     | Martin Carpena Arena (tvrdý, hala)              | Malaga, Španělsko             |                               |
| 2023              | Itálie                        | 2–0                           | Austrálie                     | Martin Carpena Arena (tvrdý, hala)              | Malaga, Španělsko             |                               |
| 2024              | Itálie                        | 2–0                           | Nizozemsko                    | Martin Carpena Arena (tvrdý, hala)              | Malaga, Španělsko             |                               |

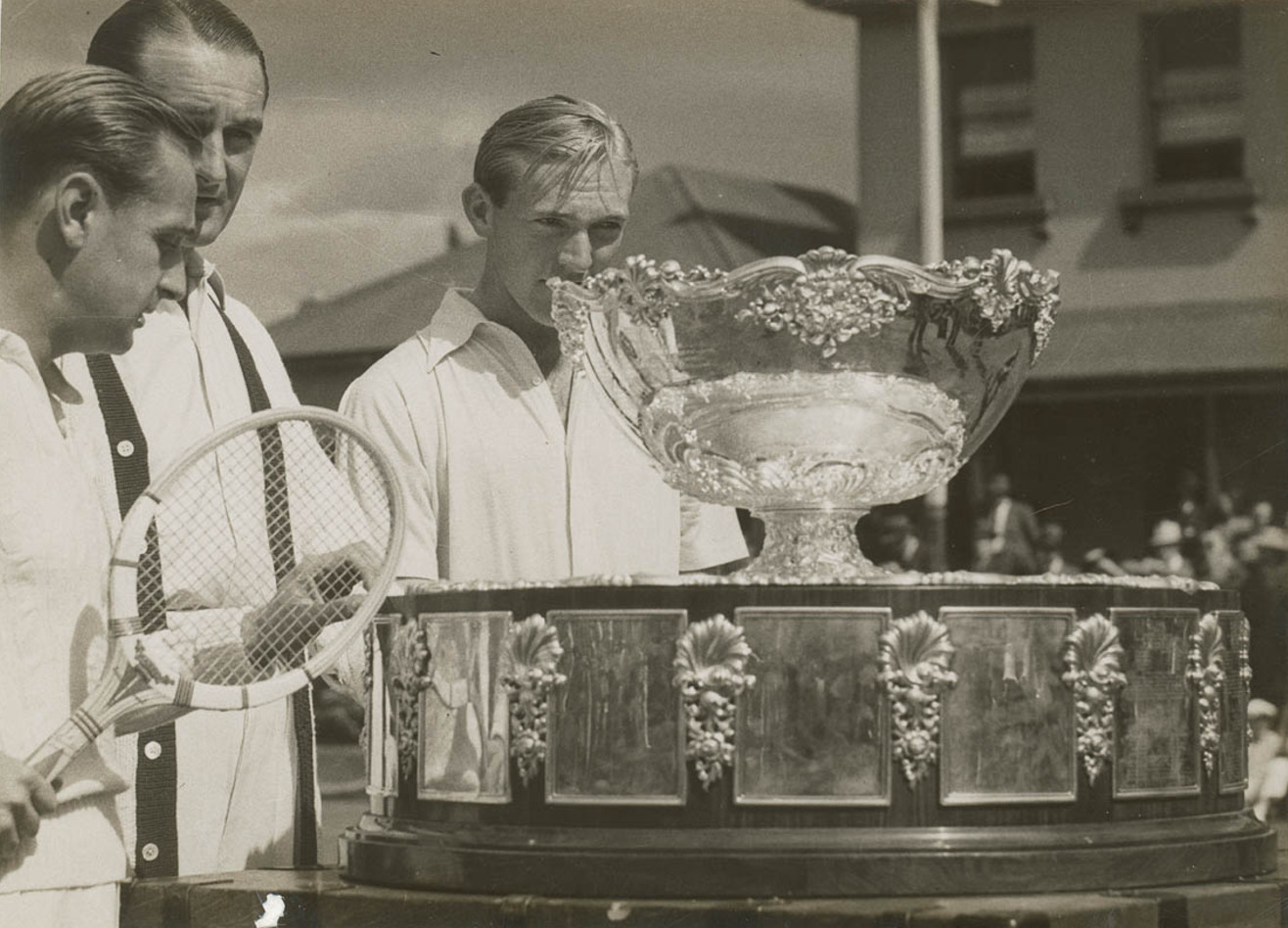
Australané John Bromwich a Adrian Quist po finále 1939 proti Spojeným státům v Sydney. Po 20 letech tak získali pro Austrálii salátovou mísu
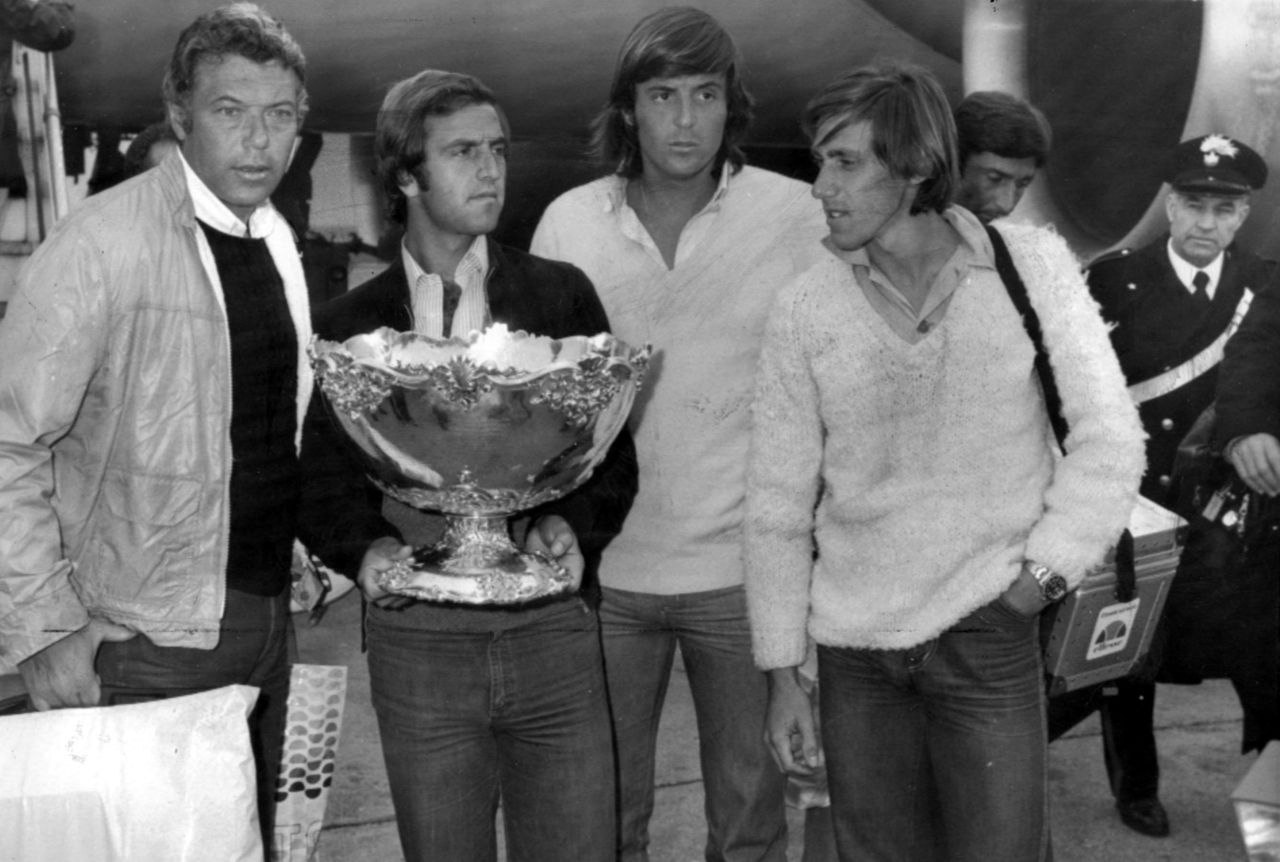
Nehrající kapitán Nicola Pietrangeli, Paolo Bertolucci, Adriano Panatta a Corrado Barazzutti po zisku první italské trofeje ve finále 1976
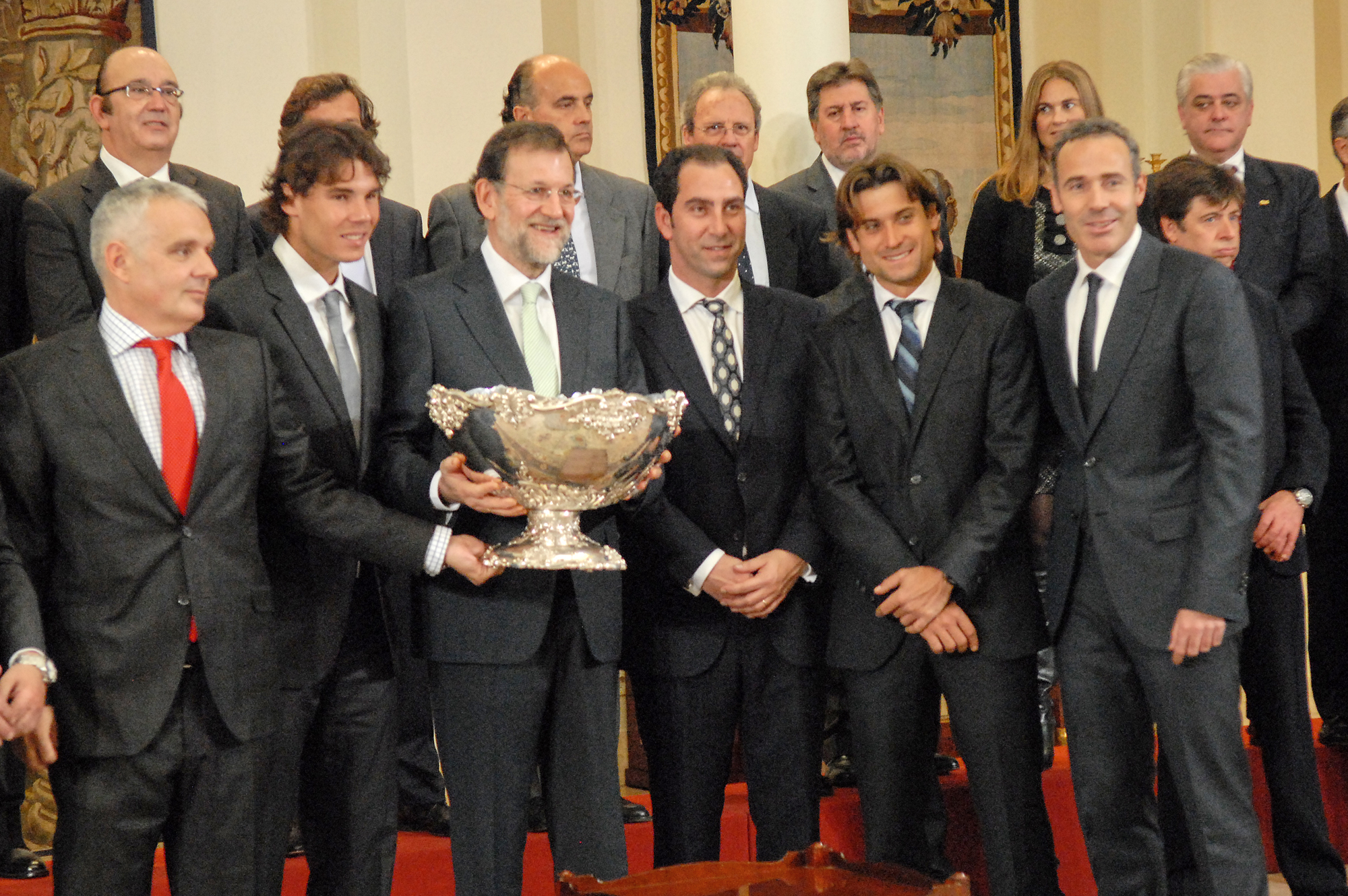
Španělé Rafael Nadal, Albert Costa, David Ferrer a Àlex Corretja během přijetí u premiéra Rajoye po zisku titulu v roce 2011

## Přehled vítězů a finalistů
| Stát                    | Vítězství | Vítězství | Finále | Finále |
| Stát                    | počet     | roky | počet  | roky |
| ----------------------- | --------- | --- | ------ | --- |
| Spojené státy           | 32        | 1900, 1902, 1913, 1920, 1921, 1922, 1923, 1924, 1925, 1926 1937, 1938, 1946, 1947, 1948, 1949, 1954, 1958, 1963, 1968 1969, 1970, 1971, 1972, 1978, 1979, 1981, 1982, 1990, 1992 1995, 2007 | 29     | 1903, 1905, 1906, 1908, 1909, 1911, 1914, 1927, 1928, 1929 1930, 1932, 1934, 1935, 1939, 1950, 1951, 1952, 1953, 1955 1956, 1957, 1959, 1964, 1973, 1984, 1991, 1997, 2004 |
| Austrálie               | 28        | 1907, 1908, 1909, 1911, 1914, 1919, 1939, 1950, 1951, 1952 1953, 1955, 1956, 1957, 1959, 1960, 1961, 1962, 1964, 1965 1966, 1967, 1973, 1977, 1983, 1986, 1999, 2003                        | 21     | 1912, 1920, 1922, 1923, 1924, 1936, 1938, 1946, 1947, 1948 1949, 1954, 1958, 1963, 1968, 1990, 1993, 2000, 2001, 2022 2023                                                 |
| Francie                 | 10        | 1927, 1928, 1929, 1930, 1931, 1932, 1991, 1996, 2001, 2017 | 9      | 1925, 1926, 1933, 1982, 1999, 2002, 2010, 2014, 2018 |
| Velká Británie          | 10        | 1903, 1904, 1905, 1906, 1912, 1933, 1934, 1935, 1936, 2015 | 8      | 1900, 1902, 1907, 1913, 1919, 1931, 1937, 1978 |
| Španělsko               | 6         | 2000, 2004, 2008, 2009, 2011, 2019 | 4      | 1965, 1967, 2003, 2012 |
| Španělsko               | 7         | 1975, 1984, 1985, 1987, 1994, 1997, 1998 | 5      | 1983, 1986, 1988, 1989, 1996 |
| Itálie                  | 3         | 1976, 2023, 2024 | 6      | 1960, 1961, 1977, 1979, 1980, 1998 |
| Československo Česko    | 3         | 1980 2012, 2013 | 2      | 1975 2009 |
| Západní Německo Německo | 3         | 1988, 1989 1993 | 2      | 1970, 1985 |
| Rusko                   | 3         | 2002, 2006, 2021 | 3      | 1994, 1995, 2007 |
| Chorvatsko              | 2         | 2005, 2018 | 2      | 2016, 2021 |
| Argentina               | 1         | 2016 | 4      | 1981, 2006, 2008, 2011 |
| Kanada                  | 1         | 2022 | 1      | 2019 |
| Srbsko                  | 1         | 2010 | 1      | 2013 |
| Švýcarsko               | 1         | 2014 | 1      | 1992 |
| Jižní Afrika            | 1         | 1974 | 0      | |
| Belgie                  | 0         | | 3      | 1904, 2015, 2017 |
| Indie                   | 0         | | 3      | 1966, 1974, 1987 |
| Rumunsko                | 0         | | 3      | 1969, 1971, 1972 |
| Chile                   | 0         | | 1      | 1976 |
| Japonsko                | 0         | | 1      | 1921 |
| Mexiko                  | 0         | | 1      | 1962 |
| Nizozemsko              | 0         | | 1      | 2024 |
| Slovensko               | 0         | | 1      | 2005 |
| Celkem                  | 112       | | 112    | |

Vysvětlivky
1. ↑  V letech 1905–1922 startovali tenisté Austrálie a Nového Zélandu v týmu Australasie.
2. ↑  V roce 2021 hrálo Rusko s neutrálním statusem pod hlavičkou Ruské tenisové federace.

## Držitelé nejvíce titulů

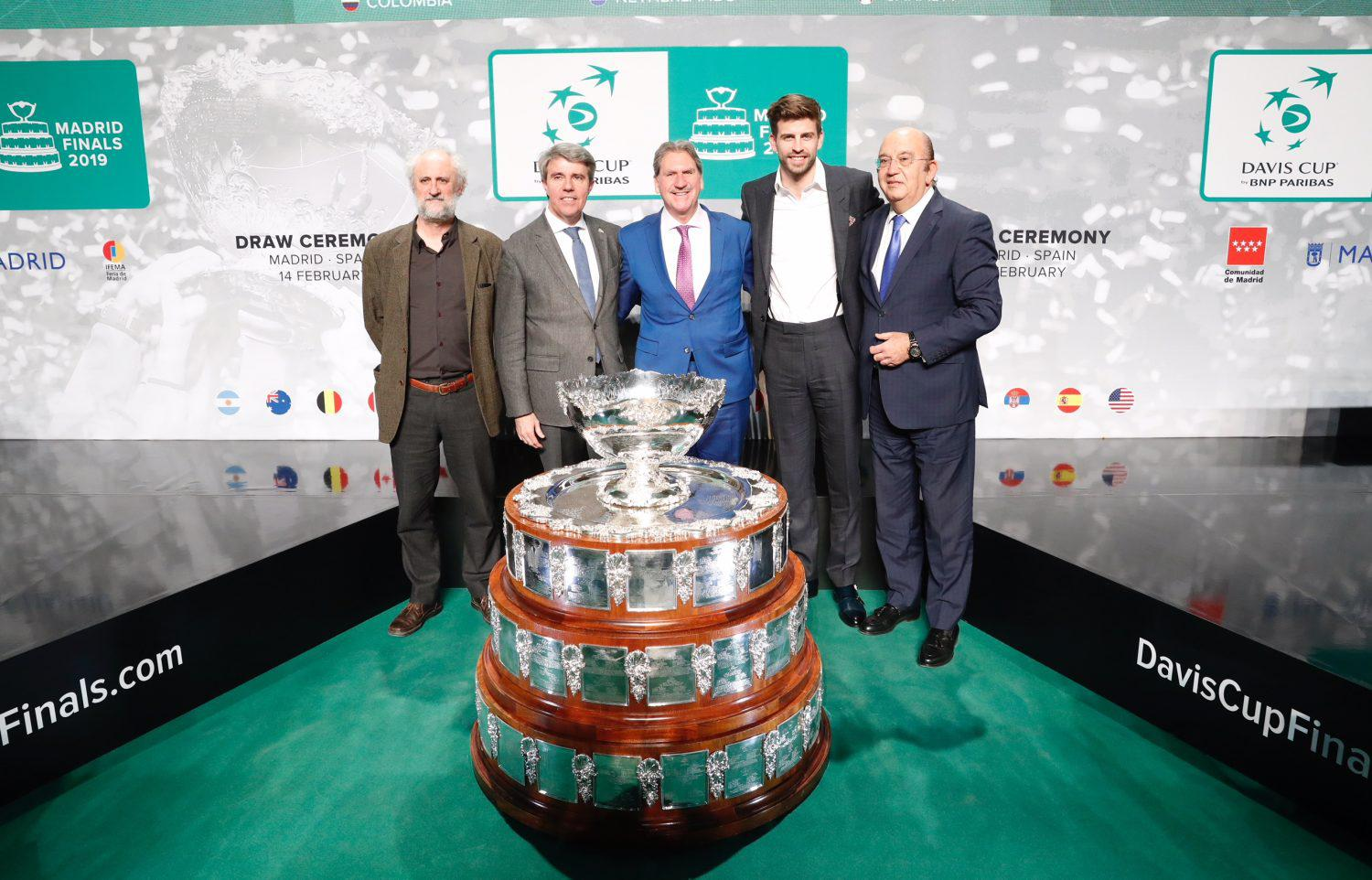
Prezident ITF David Haggerty (uprostřed) a šéf investiční skupiny Kosmos Gerard Piqué (druhý zprava) se salátovou mísou v madridském finále 2019

| Tým | od   | do        | Salátová mísa pro vítěze |
| --- | ---- | --------- | ------------------------ |
| Spojené státy | 1900 | 1904      | 1                        |
| Velká Británie | 1905 | 1918      | 3                        |
| Austrálie | 1919 | 1922      | 6                        |
| Spojené státy | 1923 | 1964      | 7                        |
| Austrálie | 1965 | 1970      | 20                       |
| Spojené státy | 1971 | úřadující | 23                       |
| Tabulka uvádí týmy, které v průběhu soutěže držely nejvyšší počet titulů. Při stejném počtu je uveden tým, který dosáhl rekordu dříve. |      |           |                          |

## Žebříček ITF
| Žebříček mužských týmů ITF | Žebříček mužských týmů ITF | Žebříček mužských týmů ITF | Žebříček mužských týmů ITF |
| Poř.                       | země                       | body                       | změna                      |
| -------------------------- | -------------------------- | -------------------------- | -------------------------- |
| 1.                         | Itálie                     | 573,25                     | ▬                          |
| 2.                         | Austrálie                  | 470,75                     | ▬                          |
| 3.                         | Nizozemsko                 | 432,00                     | ▲ 1                        |
| 4.                         | Německo                    | 421,00                     | ▲ 1                        |
| 5.                         | Spojené státy              | 419,50                     | ▲ 1                        |
| 6.                         | Kanada                     | 408,25                     | ▼ 3                        |
| 7.                         | Španělsko                  | 386,75                     | ▲ 3                        |
| 8.                         | Francie                    | 381,50                     | ▲ 1                        |
| 9.                         | Česko                      | 376,00                     | ▲ 2                        |
| 10.                        | Argentina                  | 374,00                     | ▲ 5                        |

| vydán 3. února 2025 | vydán 3. února 2025 | vydán 3. února 2025 | vydán 3. února 2025 |
| Poř.                | země                | body                | změna               |
| ------------------- | ------------------- | ------------------- | ------------------- |
| 11.                 | Belgie              | 368,50              | ▲ 3                 |
| 12.                 | Chorvatsko          | 360,75              | ▼ 4                 |
| 13.                 | Maďarsko            | 355,50              | ▲ 9                 |
| 14.                 | Finsko              | 354,50              | ▼ 1                 |
| 15.                 | Srbsko              | 354,25              | ▼ 8                 |
| 16.                 | Velká Británie      | 349,50              | ▼ 4                 |
| 17.                 | Chile               | 340,75              | ▼ 1                 |
| 18.                 | Dánsko              | 339,75              | ▲ 7                 |
| 19.                 | Brazílie            | 337,25              | ▼ 2                 |
| 20.                 | Rakousko            | 334,25              | ▲ 4                 |

### Týmy na 1. místě žebříčku ITF
Na 1. místě žebříčku ITF od jeho zavedení v prosinci 2001 se vystřídalo deset týmů.
| 1.                                  | Austrálie      | 3. prosince 2001   | 10. února 2002     |
| 2.                                  | Francie        | 11. února 2002     | 30. listopadu 2003 |
|                                     | Austrálie (2)  | 1. prosince 2003   | 11. dubna 2004     |
|                                     | Francie (2)    | 12. dubna 2004     | 26. září 2004      |
| 3.                                  | Španělsko      | 27. září 2004      | 4. prosince 2005   |
| 4.                                  | Chorvatsko     | 5. prosince 2005   | 3. prosince 2006   |
| 5.                                  | Rusko          | 4. prosince 2006   | 12. července 2009  |
|                                     | Španělsko (2)  | 13. července 2009  | 7. dubna 2013      |
| 6.                                  | Česko          | 8. dubna 2013      | 29. listopadu 2015 |
| 7.                                  | Velká Británie | 30. listopadu 2015 | 27. listopadu 2016 |
| 8.                                  | Argentina      | 28. listopadu 2016 | 26. listopadu 2017 |
|                                     | Francie (3)    | 27. listopadu 2017 | 5. prosince 2021   |
|                                     | Chorvatsko (2) | 6. prosince 2021   | 5. února 2023      |
| 9.                                  | Kanada         | 6. února 2023      | 26. listopadu 2023 |
| 10.                                 | Itálie         | 27. listopadu 2023 | úřadující          |
| Aktualizováno k 25. listopadu 2024, |                |                    |                    |